# Matteo da Perugia
Matteo da Perugia, italijanski skladatelj, * druga polovica 14. stoletja, † 1416.
Glede na svoje ime je bil Matteo morda rojen v Perugii. Ohranjene so njegove skladbe, nastale med letoma 1400 in 1416. Od leta 1402 do 1407 je bil prvi magister cappellae milanske katedrale, njegova služba pa je vključevala poklic kantorja in učenje treh fantov, ki so jih izbrale cerkvene oblasti. Razen tega je o njegovem živeljenju malo znanega. Komponiral je v slogu ars subtilior. K že obstoječim delom je napisal mnogo kontratenorskih partov, zato so mnoge skladbe napačno pripisane njemu. Sicer je komponiral številne glasbene oblike: virelaie, ballade, in rondeauje.